# Діброва болотного дуба
Дібро́ва боло́тного ду́ба — ландшафтний заказник місцевого значення в Україні. Розташований у Одеському районі Одеської області, поблизу села Троїцьке. 

## Загальна інформація
Площа заказника 21,4 га. Заказник створено згідно з рішенням облвиконкому від 28.03.1973 року № 125, перезатверджено у 1984 році рішенням облвиконкому від 02.10.1984 року № 493. Межі заказника регламентуються розпорядженням Біляївської районної державної адміністрації від 30.03.2009 року № 256/209 Перебуває у віданні ДП «Одеське лісове господарство» (Біляївське л-во, кв. 9, діл. 35, 38, 38а, 38б, 38в).
Описові характеристики заказника «Дібова болотного дуба» дещо різняться: «Діброва віком 100 років у заплаві», «Насадження болотного дуба на плавневих землях віком до 100 років» або «Насадження дуба в плавнях. Має наукове, природоохоронее (як місце гніздування птахів) значення». 
Як свідчить обстеження, стан заказника задовільний. 
Вченими Одеського національного університету імені І. І. Мечникова було запропоновано замінити назву ландшафтного заказника з «Діброва болотного дуба» на «Заплавна діброва» та його характеристику на таку: «Штучне насадження дуба звичайного у заплаві р. Дністер». Це пов'язане з тим, що існує вид Дуб болотний (Quercus palustris Muench.), природний ареал якого розташований у Північній Америці і який культивується в Україні. А головною лісотвірною породою заказника є Дуб звичайний (Quercus robur L.). 
Товариством з обмеженою відповідальністю «Екотаун Груп» проведена робота по складанню «Картки первинного обліку територій та об'єктів природно-заповідного фонду України» (форма 1 ДКПЗФ) щодо заказника. Картку складено на підставі матеріалів, наданих Державним управлінням охорони навколишнього природного середовища та ДП «Одеське лісове господарство». Роботу виконано відповідно до Закону України «Про природно-заповідний фонд України», Інструкції про зміст та складання документації державного кадастру територій та об'єктів природно-заповідного фонду України, затвердженої наказом Міністерства охорони навколишного природного середовища України від 16 лютого 2005 року № 67, зареєстрованого в Міністерству юстиції України 11 березня 2005 року за № 298/10578 і Регіональної програми охорони довкілля, раціонального використання природних ресурсів та забезпечення екологічної безпеки в Одеської області на 2009—2013 роки (затверджено рішенням Одеської облсної ради від 11 вересня 2009 р. № 917-V). Робота виконана на замовлення Управління освіти і науки Одеської обласної державної адміністрації за рахунок бюджетних коштів з обласного фонду охорони навколишнього природного середовища відповідно до рішення Одеської обласної ради від 28.12.2011 р. № 368-VI «Про обласний бюджет Одеської області на 2012 рік» (додаток 9 «Перелік об'єктів, видатки на які у 2012 році здійснюються за рахунов коштів обласного фонду охорони навколишнього природного середовища»). 
Складено додаток щодо опису виду, занесеного до Червоної книги України — ковили волосистої (Stipa capillata). 
Для того, щоб потрапити на територію заказника, потрібно отримати дозвіл Білгород-Дністровського прикордонного загону.

## Мета створення (оголошення) об'єкта
Збереження у природному стані заплавного лісового комплексу річки Дністер, що характеризується значним флористичним різноманіттям.

## Біорізноманіття заказника
Окрім ковили волосистої (Stipa capillata), рослини, що занесена до Червоної книги України, на території відмічені виноград лісовий (Vitis silvestris) та конвалія звичайна (Convallaria majalis L.).

## Сучасний стан
За результатами перевірки території заказника волонтерами у вересні 2016 року, плавневі ділянки на його території відсутні. Усі ділянки лісу і території, прилеглі до р. Дністер, є зневодненими. Це харатерно для усього регіону в останні роки в зв'язку з зарегулюванням Дністра.
За результатами обстеження у 2016 р. виявлено умовний центр об'єкту (46°31′00.8″ пн. ш. 29°55′31.6″ сх. д. / 46.516889° пн. ш. 29.925444° сх. д.). У заказнику встановлені інформаційні знаки його початку (46°31′06.9″ пн. ш. 29°55′34.1″ сх. д. / 46.518583° пн. ш. 29.926139° сх. д.) та кінця (46°30′48.7″ пн. ш. 29°55′44.8″ сх. д. / 46.513528° пн. ш. 29.929111° сх. д.). Щодо віку дубів, які ростуть у заказнику, точних вказівок не існує. Однак, станом на 2016 р., середній обхват стовбурів найбільших дерев становить близько 250 см.

## Насадження дубів у регіоні за межами заказника
Заказник «Діброва болотного дуба» — це не єдине місце в регіоні, де трапляються старі дуби. Під час обстеження прилеглих територій на відстані 4,5 км від заказника було знайдено декілька ділянок на березі р. Стоячий (або Тихий) Турунчук з щільним скупченням дубів. Обхват стовбурів дубів біля річки Стоячий Турунчук станом на вересень 2016 р. коливався у межах 179—207 см. Відмічені також дуби другого покоління (діаметр стовбура близько 70 см). Координати: 46°32'02.0"Пн 29°58'30.0"С (ядро насаджень дубів, більш ніж 200 дубів на 1 га), 46°32'04.2"Пн 29°58'41.1"С (бл. 10—15 дубів на 1 га), 46°32'04.2"Пн 29°58'42.0"С (поодинокий дуб, обхват 180 см), 46°32'04.3"Пн 29°58'42.6"С (3 дуби другого покоління, обхват 72 см). Також у велоекспедиції навесні 2016 року неподалік прикордонної застави біля р. Турунчук було відмічена група вікових тополь білих, діаметром стовбура понад 1 м.

## Галерея

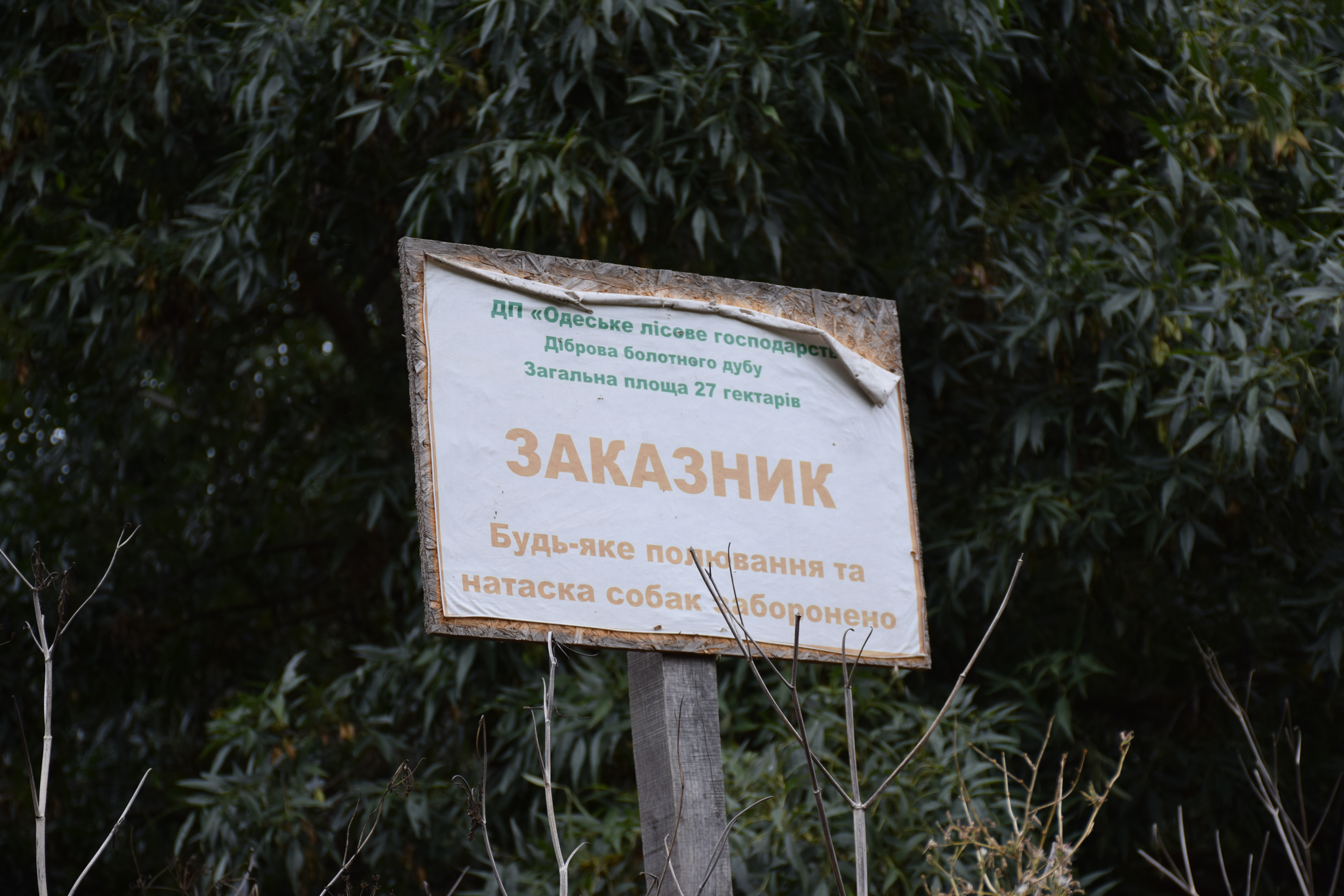
Інформаційний знак
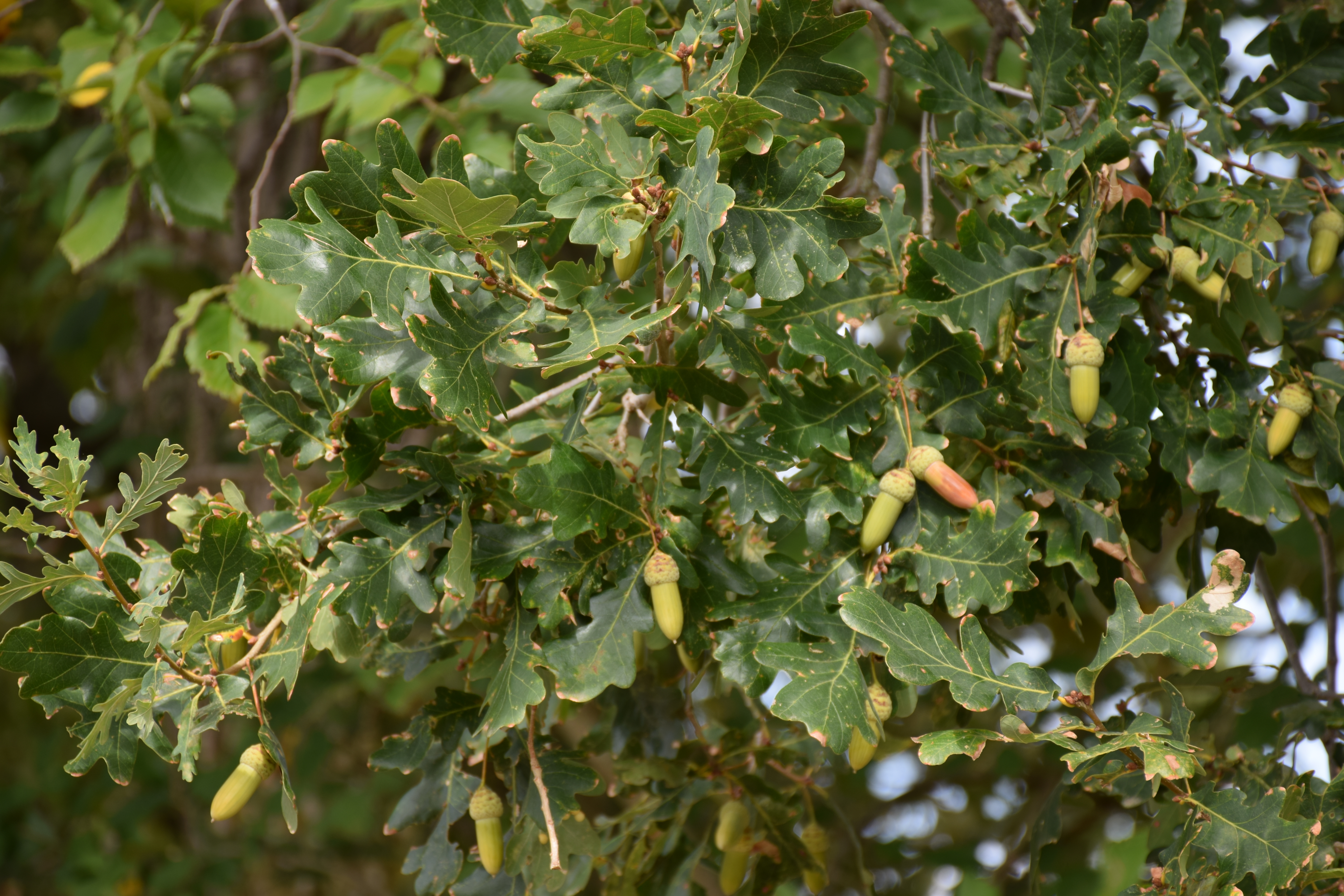
Дуб звичайний
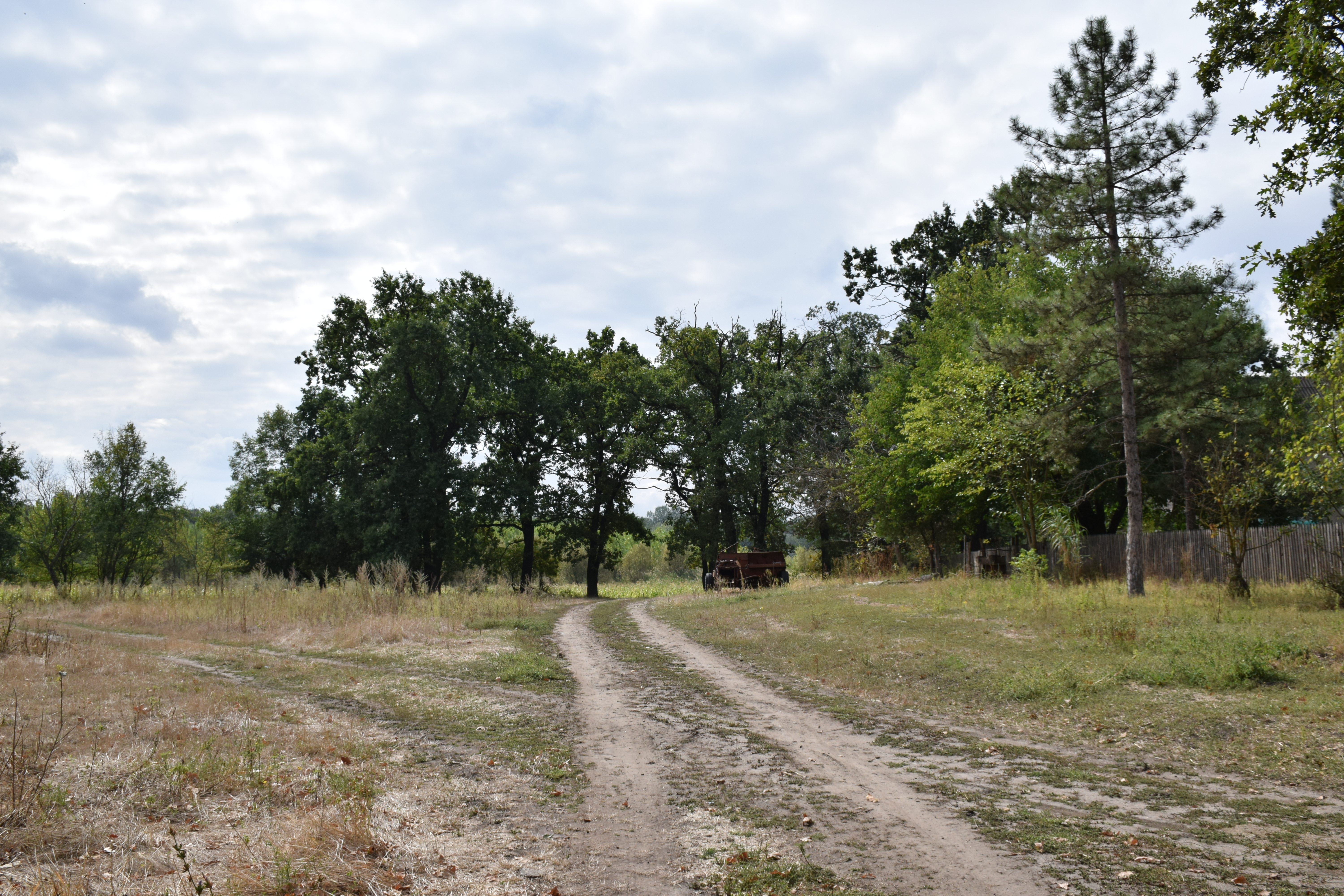
Старі дуби в заказнику
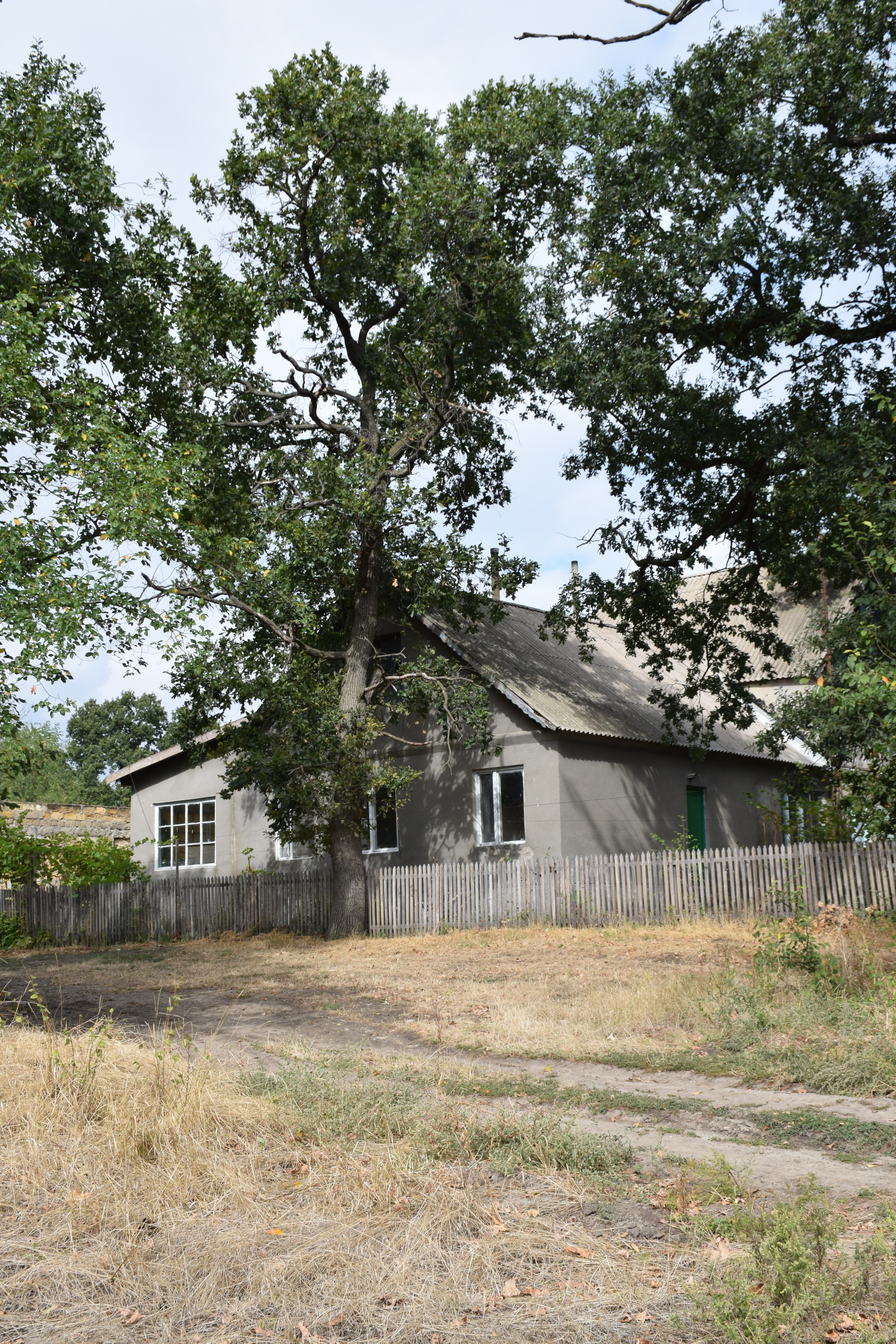
Дуб біля будівлі
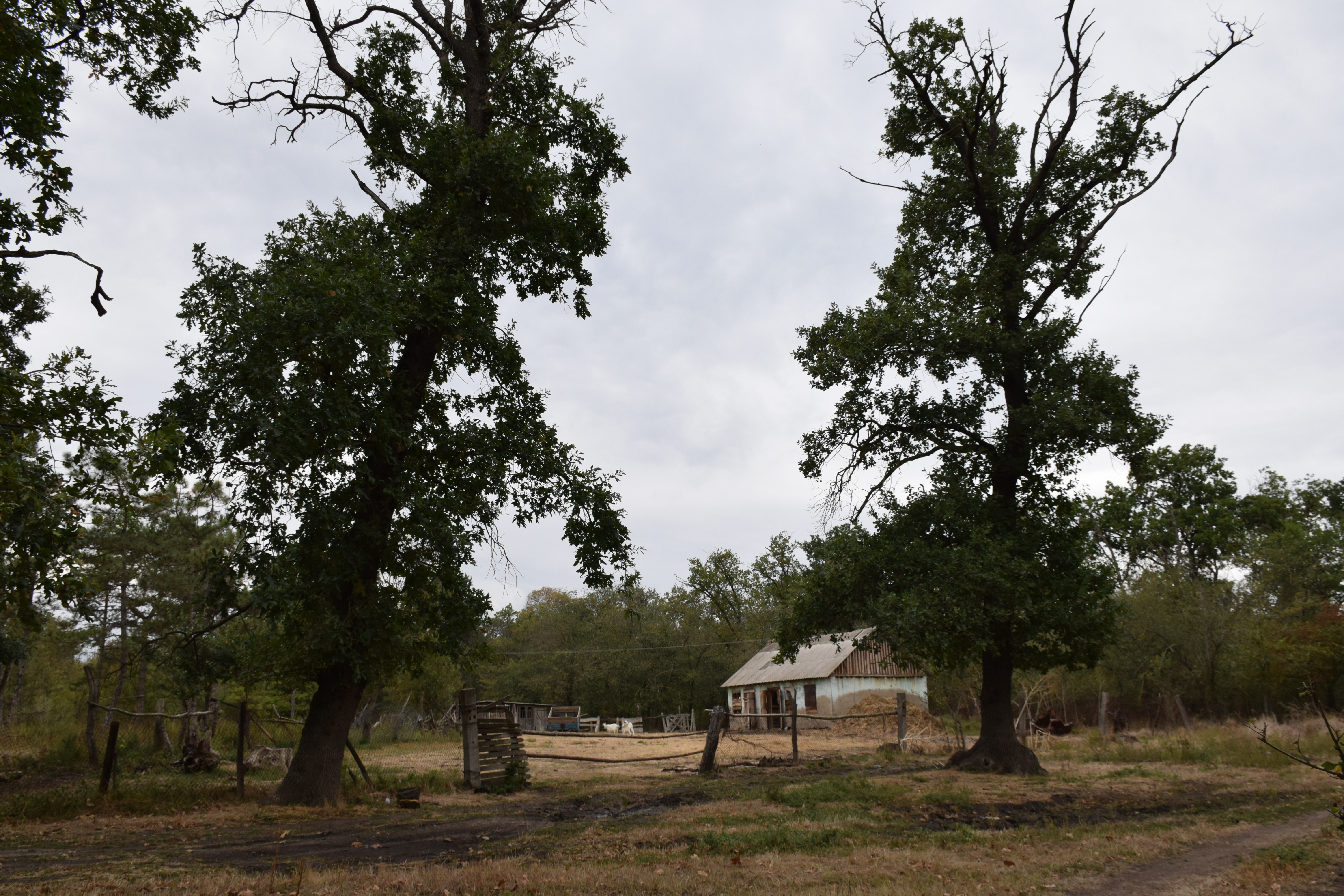
Старі дуби біля господарських будівель
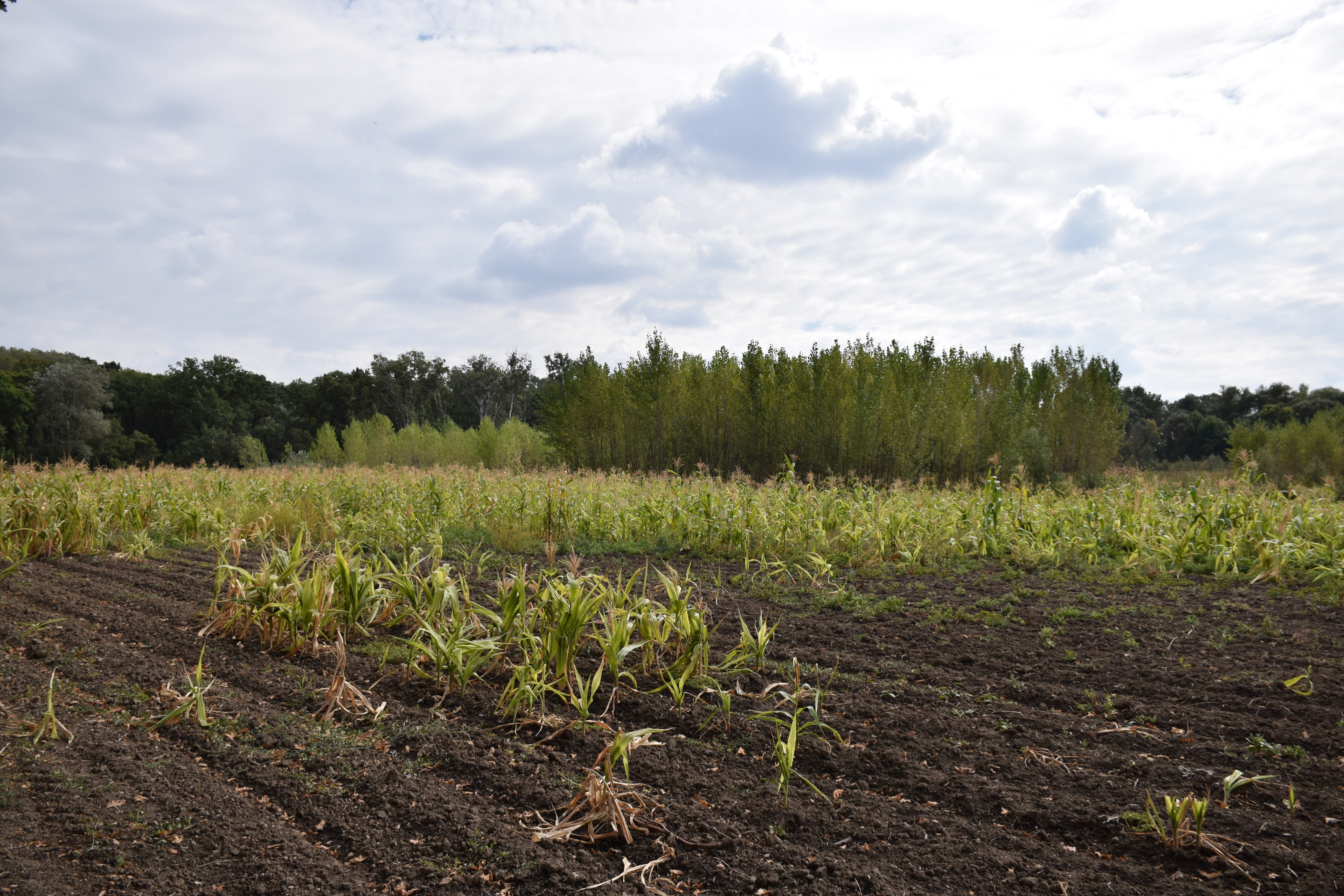
Кукурудзяне поле та молоді берези біля заказника
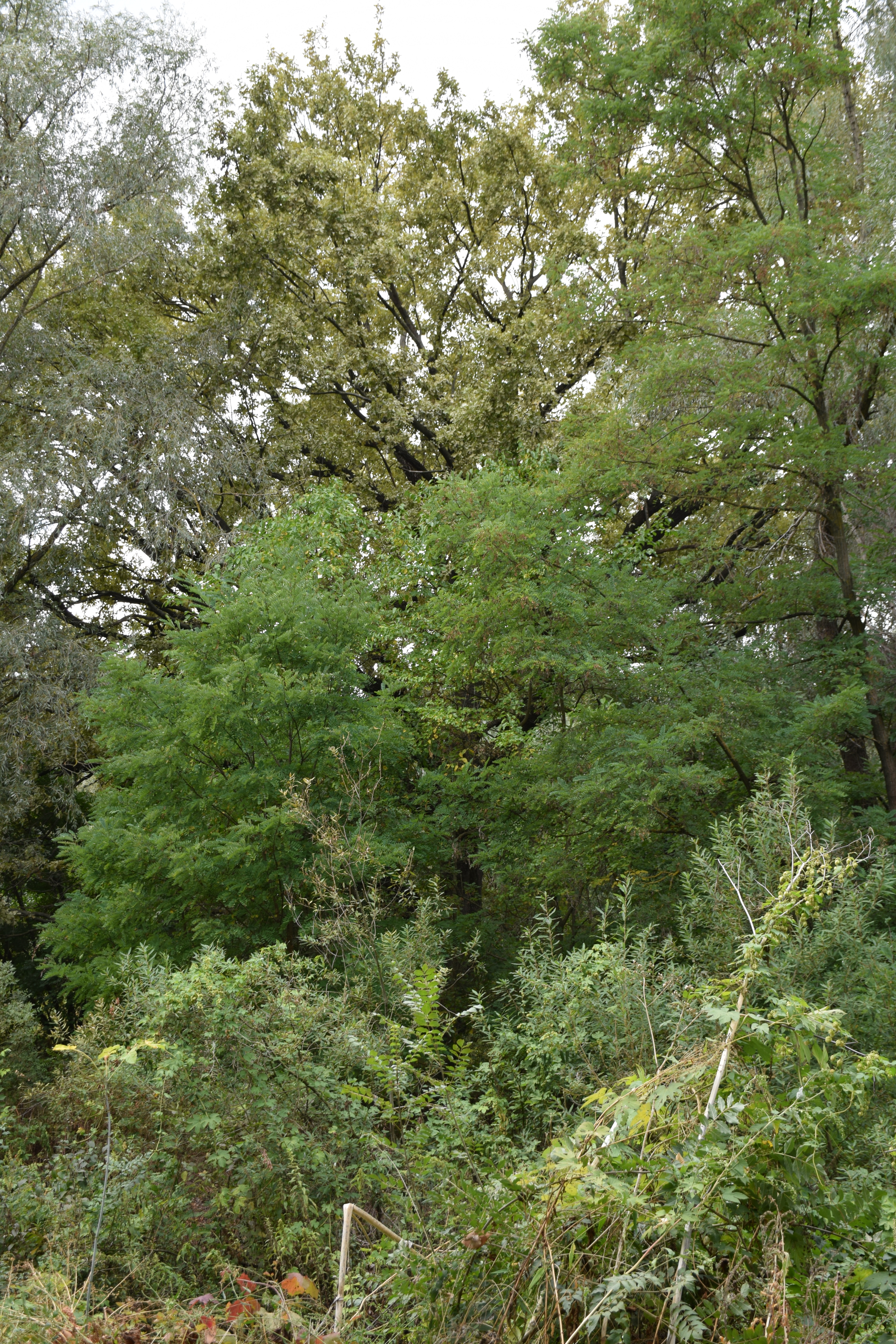
Величезний старий дуб
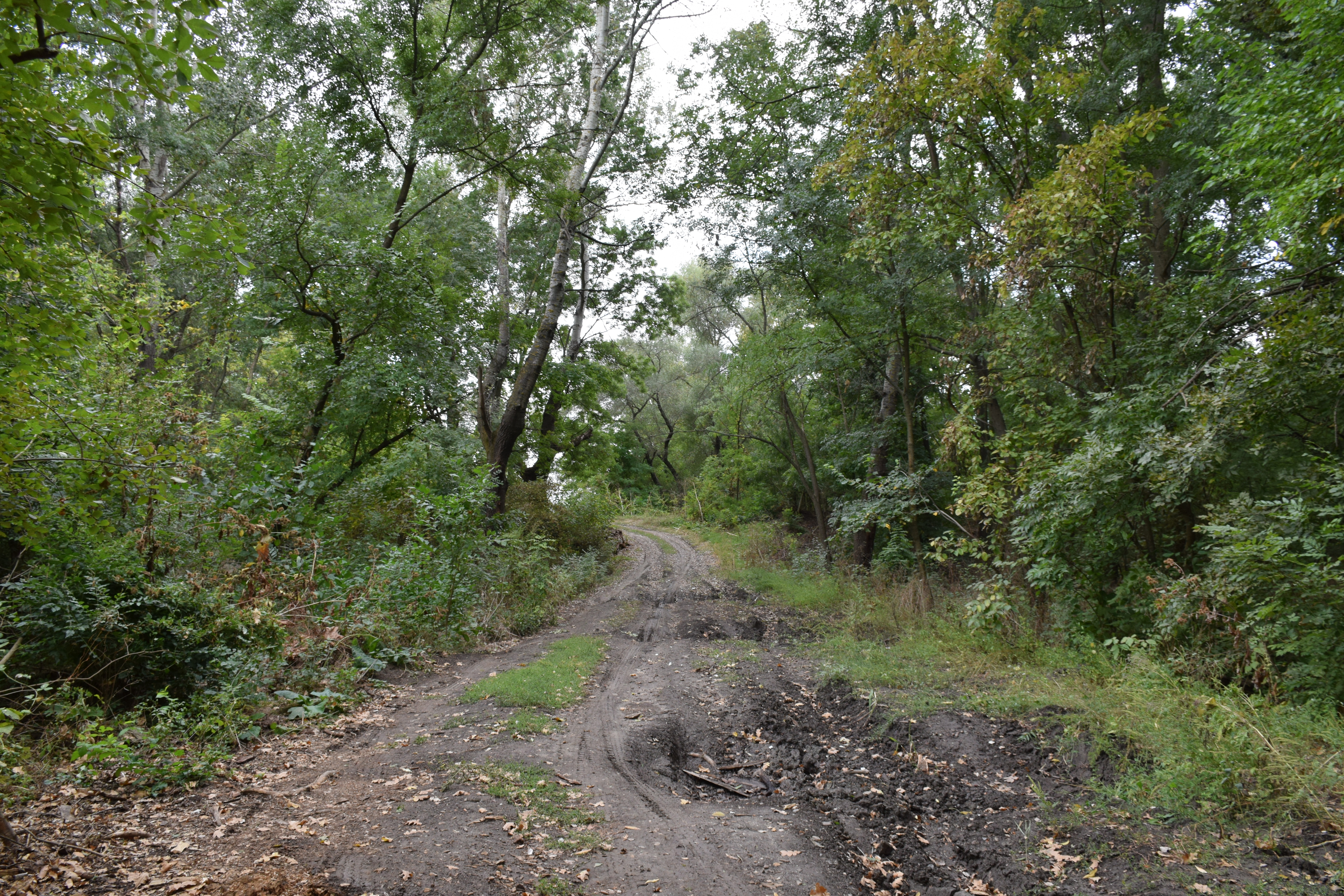
Стежка в лісі
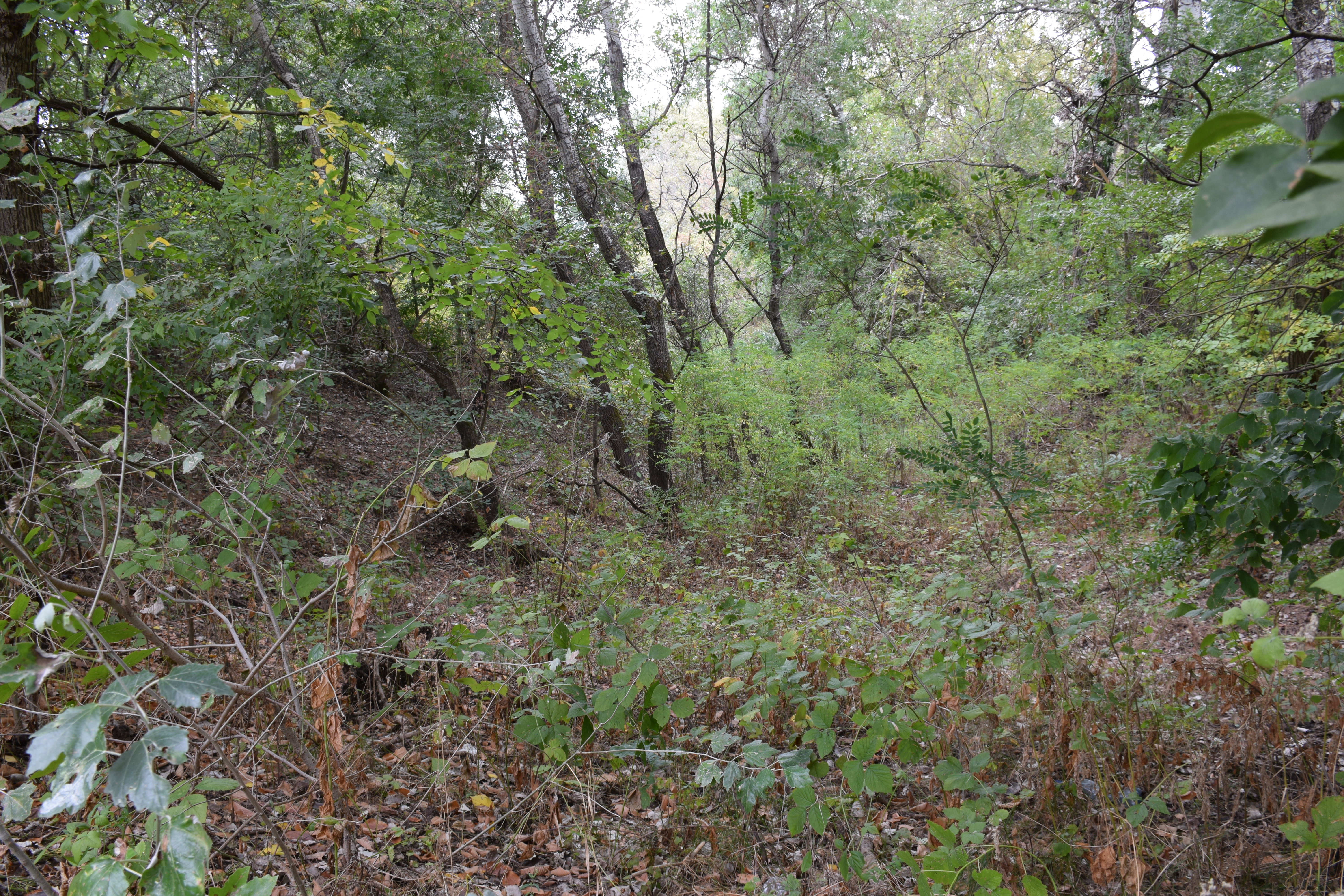
У лісі
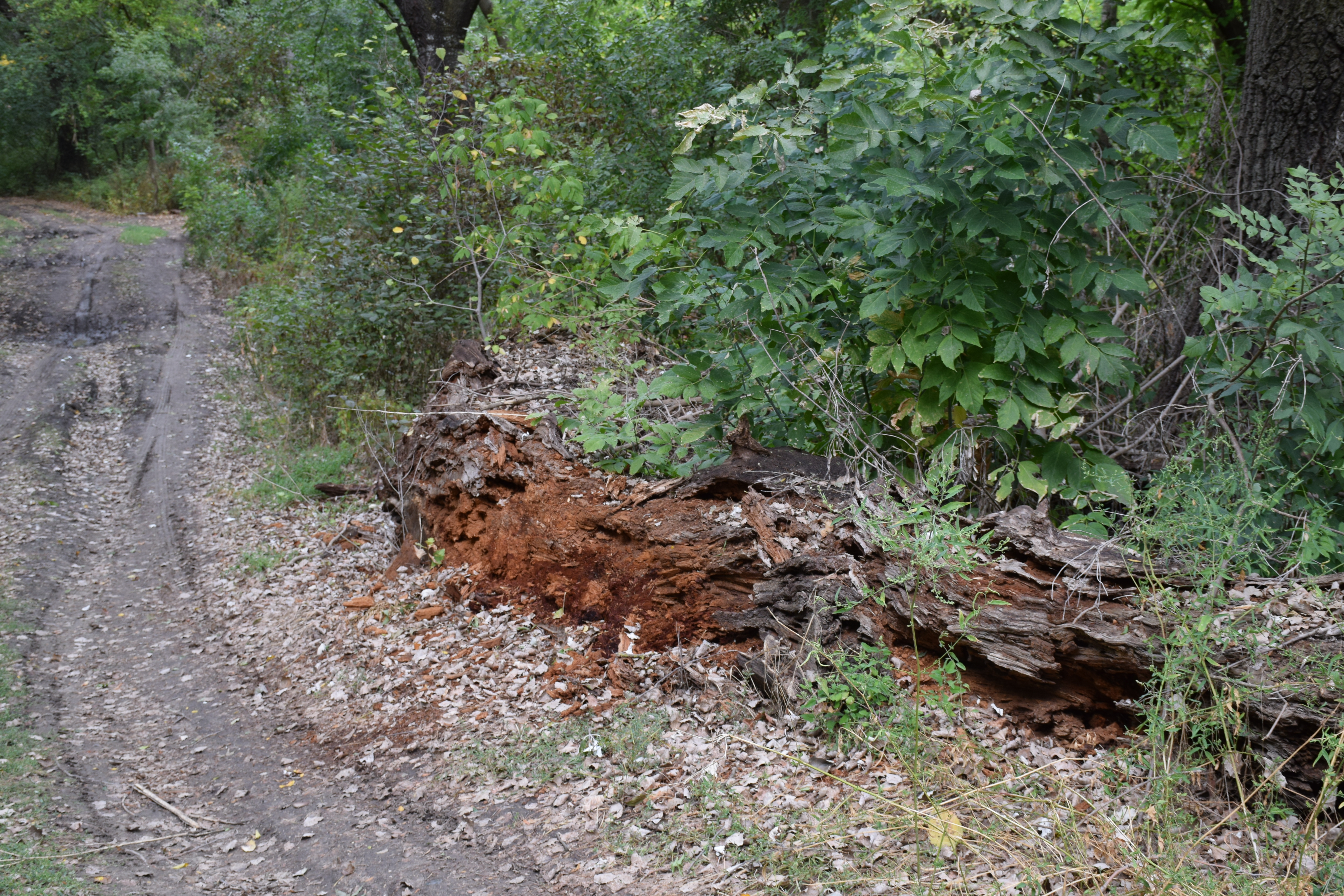
Трухляве дерево в лісі
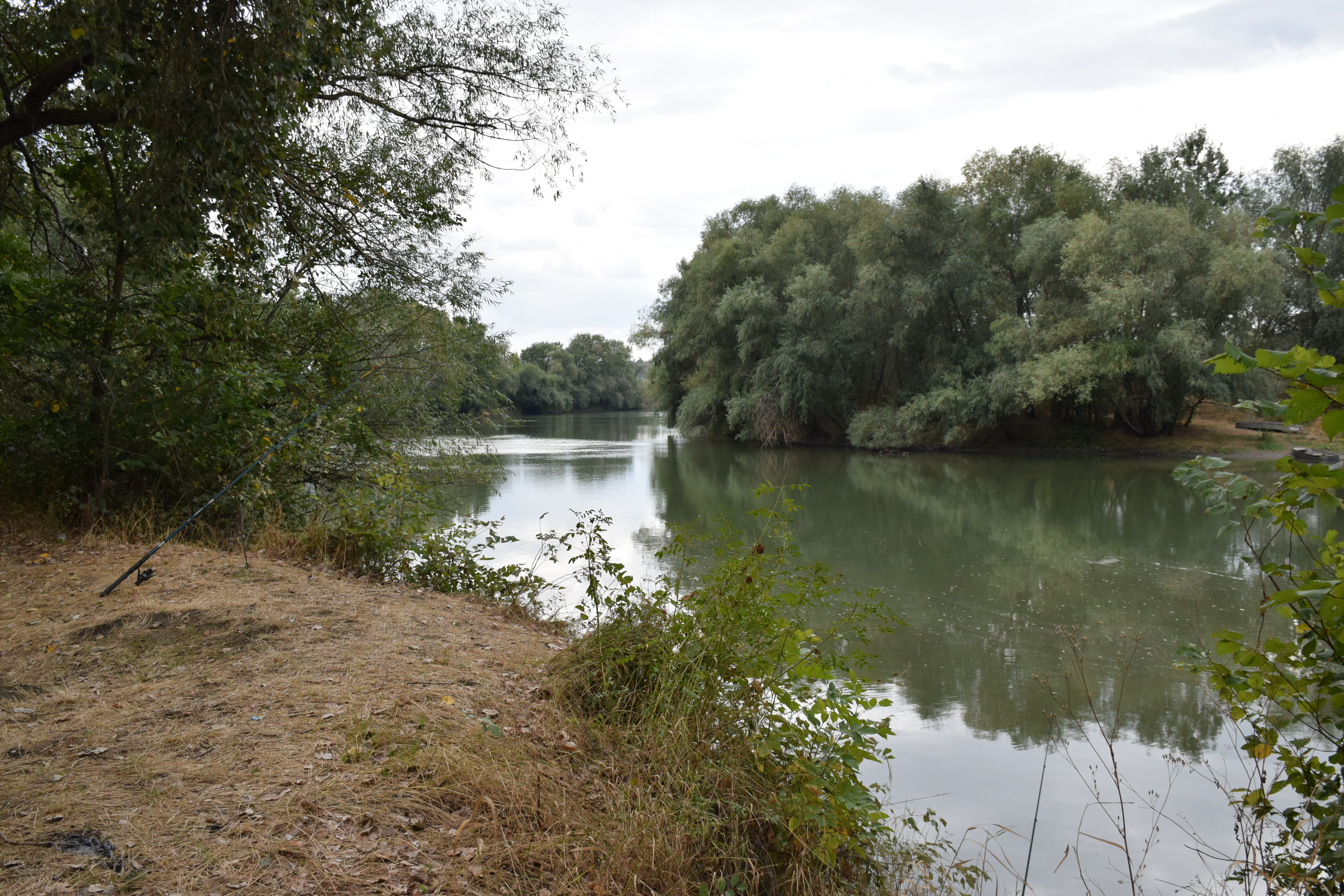
Річка Дністер недалеко від заказника
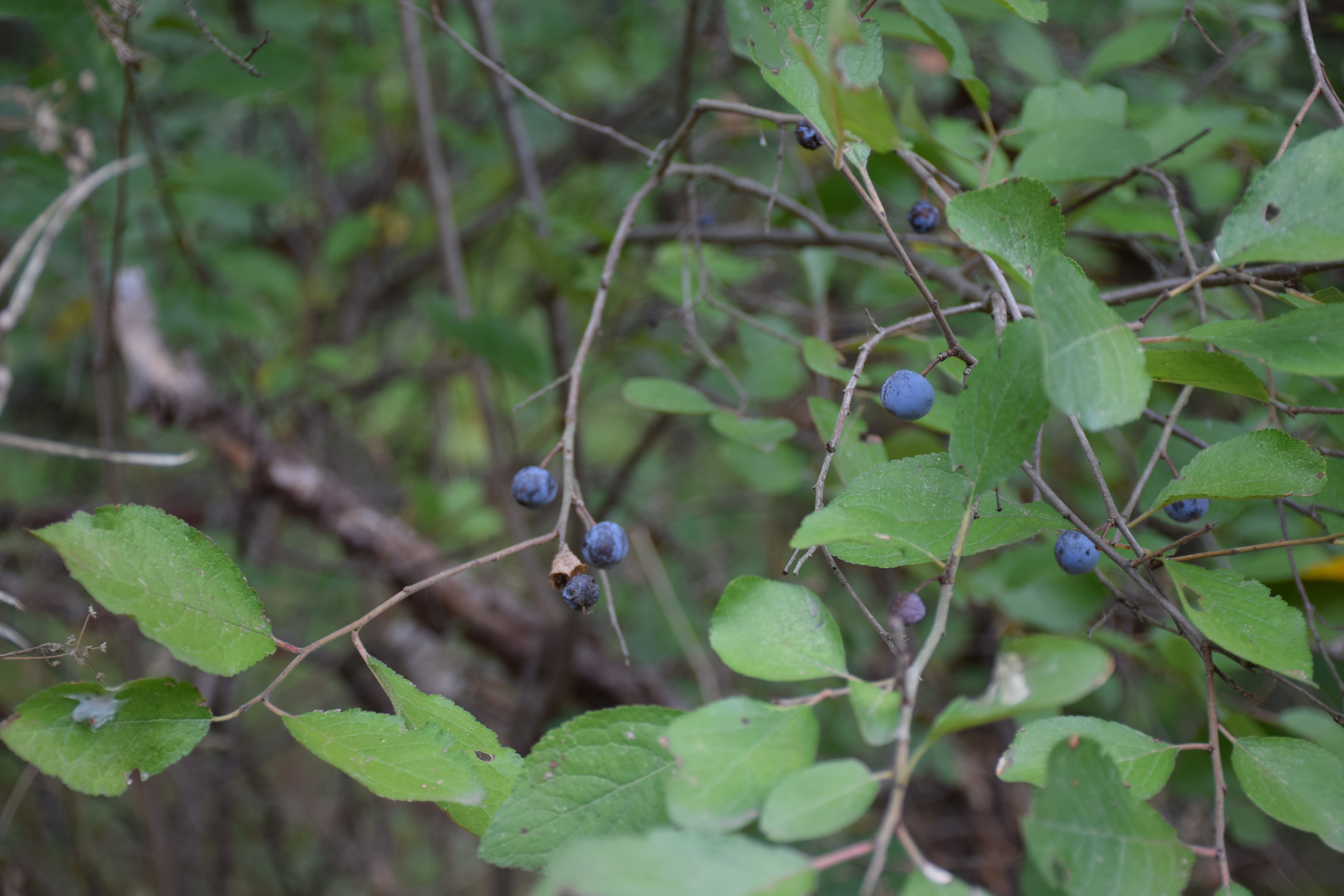
Терен колючий у лісі
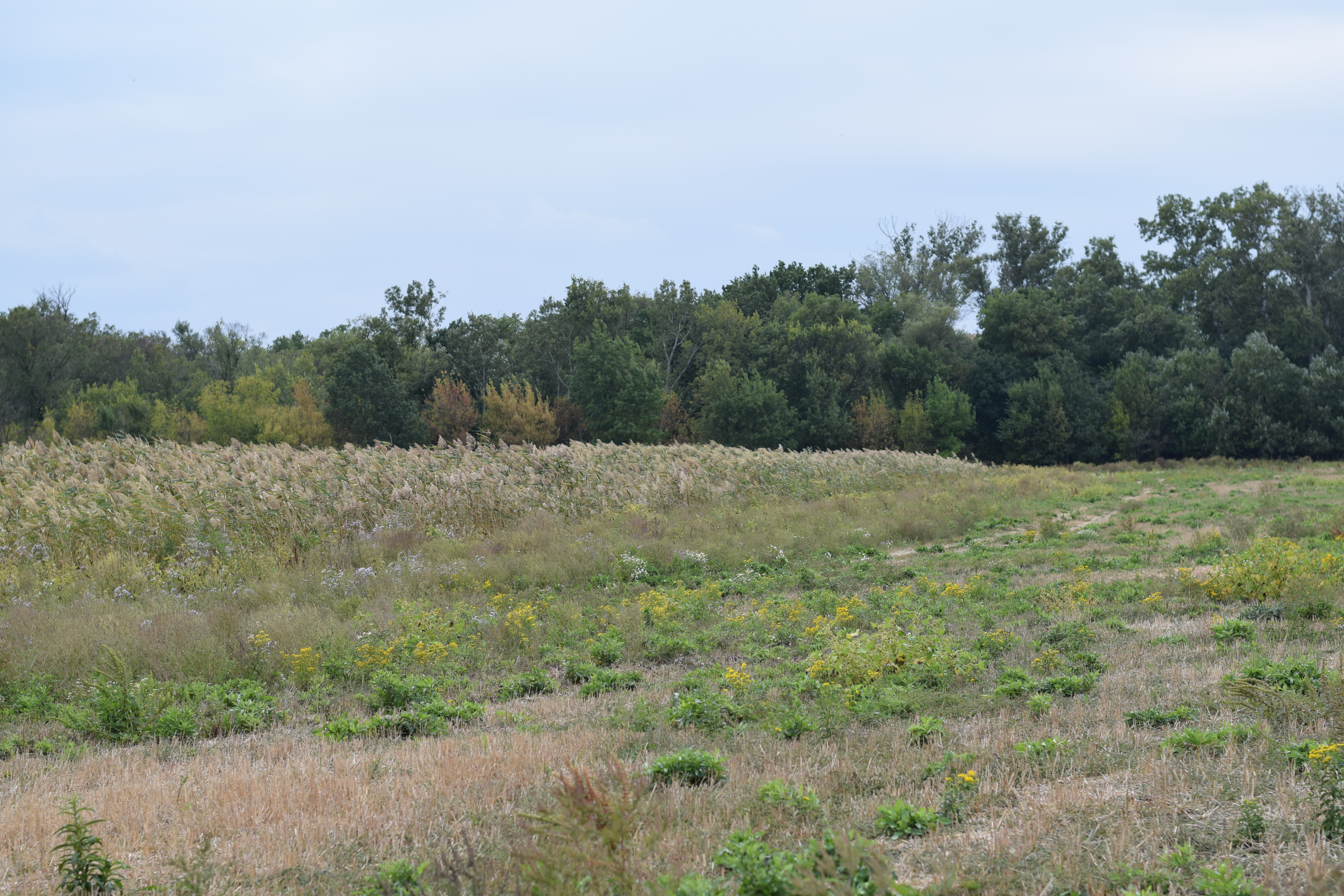
Ліс, частиною якого є заказник
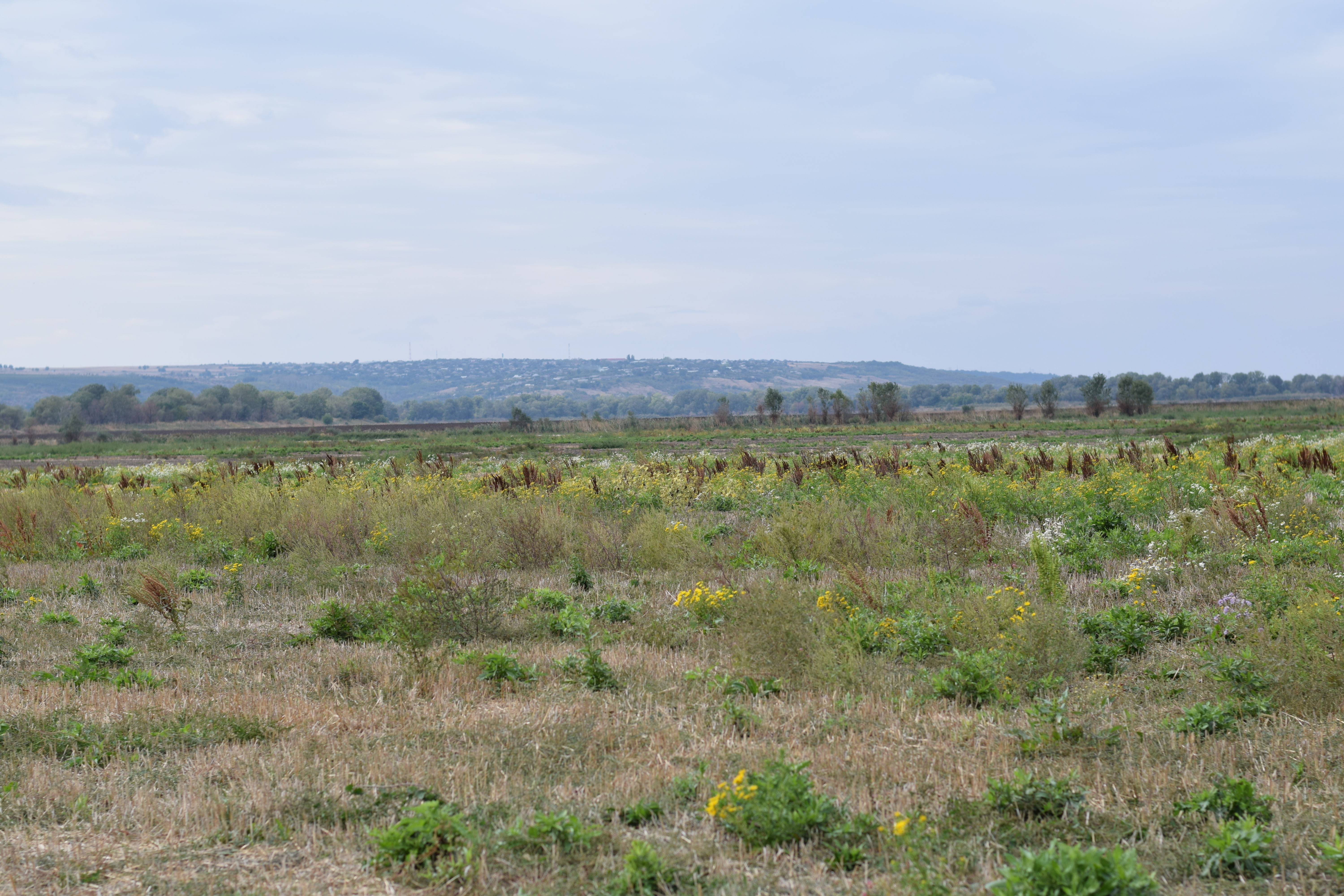
Поле поруч із заказником